# Глеб Голубев
Глеб Николаевич Голубев е съветски журналист, публицист, сценарист и писател, автор на произведения в жанровете научна фантастика, приключенски и исторически роман, биографични и документални книги.

## Биография и творчество
Глеб Голубев е роден на 15 януари 1926 г. в Твер (Калинин), СССР, в семейството на Николай Голубев и Йогана Елцберг. По време на Втората световна война се преселва с майка си в Абест, Урал, където започва работа в рудник като машинист, ръководител и нормировчик. В края на войната е мобилизиран, но поради здравословни проблеми две години е писар в запасния полк край Челябинск.
След войната работи в местното радио в Твер като говорител и литературен сътрудник, и завършва средното си образование. През 1952 г. завършва сценаристика във Всерусийския държавен институт по кинематография. Работи като специален кореспондент на списанията „Крестьянка“ и „Вокруг света“.
Започва да публикува разкази през 1954 г. в списание „Вокруг света“. Част от тях са публикувани в сборника „Необичайни пътешествия“.
Първата му повест в детективско-приключенски жанр „Золотая медаль Атлантиды“ е публикувана през 1956 г. Първият му фантастичен роман „По следите на вятъра“, за подводните археолози в Крим и техните сензационни открития, е издаден през 1962 г.
В своите произведения писателят се обръща към различни световни загадки, свързани предимно с морските дълбини.
От 1966 г. е член на Съюза на писателите на СССР.
Глеб Голубев умира на 14 октомври 1989 г. в Москва.

## Произведения

### Самостоятелни романи и повести
- Золотая медаль Атлантиды (1956)
- По следам ветра (1962)
- Огонь-хранитель (1964) – издаден и като „Сын неба“
- Тайна пирамиды Хирена (1964)
- Долина, проклятая аллахом (1966)
- Следствие сквозь века (1969)
- Письмо с того света (1971)
- К неведомым берегам (1980)
- „Потомкам для известия“ (1981)
- Шлиссельбургская нелепа (1984)
- Курс – неведомое (1986)

### Серия „Сергей Сергеевич Волошин“
1. Огненный пояс (1965)
2. Гость из моря (1967)
Гост от морето, изд.: „Г. Бакалов“, Варна (1979), прев. Борис Миндов
3. Пиратский клад (1971)
Пиратското съкровище, изд.: „Г. Бакалов“, Варна (1979), прев. Борис Миндов
4. Секрет „Лолиты“ (1974)
Тайната на Лолита, изд.: „Г. Бакалов“, Варна (1979), прев. Борис Миндов
5. Пасть дьявола (1977)
Гърлото на дявола, изд.: „Г. Бакалов“, Варна (1979), прев. Борис Миндов

### Серия „Профессор Жакоб“
1. Голос в ночи (1968) – издаден и като „Глас небесный“
2. „Вспомни!“ (1972)
3. Переселение душ (1976)
4. Лунатики (1976)

### Сборници
- Необычные путешествия (1958)
- Морские тайны (1981)

### Сценарии
- До свидания, Земля! (1961) – с Алексей Леонтиев

### Документалистика
- Улугбек (1960)
- Неразгаданные тайны (1960)
- В гостях у моря (1962)
- Житие Даниила Заболотного (1962)
- Великий сеятель. Николай Вавилов (1979)
- Всколыхнувший мир (1982)
- Колумбы росские (1989)